# The Rhythm of the Saints
The Rhythm of the Saints é o oitavo álbum solo de estúdio do cantor e compositor estadunidense Paul Simon, lançado em 16 de outubro de 1990 pela Warner Bros. Como seu predecessor Graceland (1986), o álbum obteve sucesso comercial e recebeu críticas favoráveis da crítica. 
Em 1992, o álbum recebeu duas indicações ao Grammy nas categorias Álbum do Ano e Produtor do Ano.

## Faixas
Todas as canções escritas por Paul Simon, exceto onde indicado.
| N.º            | Título                                     | Duração |  |
| 1.             | "The Obvious Child"                        | 4:10    |  |
| 2.             | "Can't Run But"                            | 3:36    |  |
| 3.             | "The Coast" (Simon, Vincent Nguini)        | 5:04    |  |
| 4.             | "Proof"                                    | 4:39    |  |
| 5.             | "Further to Fly"                           | 5:36    |  |
| 6.             | "She Moves On"                             | 5:03    |  |
| 7.             | "Born at the Right Time"                   | 3:48    |  |
| 8.             | "The Cool, Cool River"                     | 4:33    |  |
| 9.             | "Spirit Voices" (Simon, Milton Nascimento) | 3:56    |  |
| 10.            | "The Rhythm of the Saints"                 | 4:12    |  |
| Duração total: | Duração total:                             | 44:34   |  |

## Posições e certificações

### Posições
| Parada musical                 | Melhor posição |
| ------------------------------ | -------------- |
| Austrália (ARIA Charts)        | 3              |
| Áustria (Ö3 Austria Top 40)    | 4              |
| Bélgica (Belgian Albums Chart) | 6              |
| Canadá (Canadian Albums)       | 1              |
| Estados Unidos (Billboard 200) | 4              |
| Espanha (PROMUSICAE)           | 17             |
| Europa (European Top 100)      | 1              |
| França (SNEP)                  | 22             |
| Itália (FIMI)                  | 13             |
| Japão (Oricon)                 | 87             |
| Países Baixos (MegaCharts)     | 2              |
| Reino Unido (UK Albums Chart)  | 1              |